# Georg Forst
Georg Ludwig Forst (* 4. März 1771; † 7. Dezember 1857 in Wiesbaden) war ein nassauischer Amtmann und Justizrat.
Georg Forst heiratete am 9. Mai 1805 Marie Caroline Wilhelmine Dorothea, geborene Ibell (* 13. Februar 1778 in Wehen; † 22. März 1857 in Wiesbaden), die Tochter des Amtmanns im Amt Wehen Carl Ibell (1744–1826). Sein Schwager Carl Friedrich Emil von Ibell (1780–1834) wurde Regierungspräsident des Herzogtums Nassau. 
Georg Forst wurde am 18. Oktober 1814 als Nachfolger seines Schwiegervaters zum Amtmann des Amtes Wehen ernannt und hatte dieses Amt bis 1821 inne (sein Nachfolger als Amtmann war Sebastian Engert). 1821 bis 1828 war er Amtmann im Amt Wiesbaden und 1828 bis zu seiner Pensionierung 1843 Amtmann im Amt Braubach.